# SPACE ATHLETIC TONDEMI
SPACE ATHLETIC TONDEMI（スペース・アスレチック トンデミ）は、バンダイナムコアミューズメントが運営するアスレチック施設である。

## 概要
大人と子供が一緒に汗を流せる、「体汗エンターテインメントセンター」をコンセプトにした、屋内型のアスレチック施設。アクティビティは世界中から集めている。
エリアは大きく2つに分かれており、「スポーツエンタメエリア」「キッズエリア」がある。スポーツエンタメエリアの中には、「クライミングウォールエリア」「ロープウォークエリア」「トランポリンエリア」「エアーランエリア」「ペダルカートエリア」「スポーツアトラクションエリア」「アミューズメントエリア」などがある。

## 営業施設
トンデミ幕張新都心
千葉県千葉市・イオンモール幕張新都心内、2017年4月21日開業。
トンデミ1号店。
トンデミ平和島
東京都大田区・ビッグファン平和島内、2018年7月12日開業。
京浜急行電鉄の創立120周年記念事業の一環として、京急開発の招致により開業した。
トンデミ横須賀
神奈川県横須賀市・コースカベイサイドストアーズ内、2020年6月5日開業。
トンデミ愛媛 エミフル MASAKI
愛媛県伊予郡松前町・エミフルMASAKI内、2021年7月16日開業。
トンデミ枚方
大阪府枚方市・枚方モール内、2024年9月6日開業。

### 営業を終了した施設
トンデミ桑名
三重県桑名市・イオンモール桑名内、2019年4月18日開業。
2021年3月31日をもって閉業。